# Legio III Augusta
A Legio III Augusta (legio tertia augusta, Augustus III. légiója) egy római légió volt, amely Africa provinciában biztosította a rendet. Jelvénye a pegazus (esetenként kecskebak) volt.  

## Története

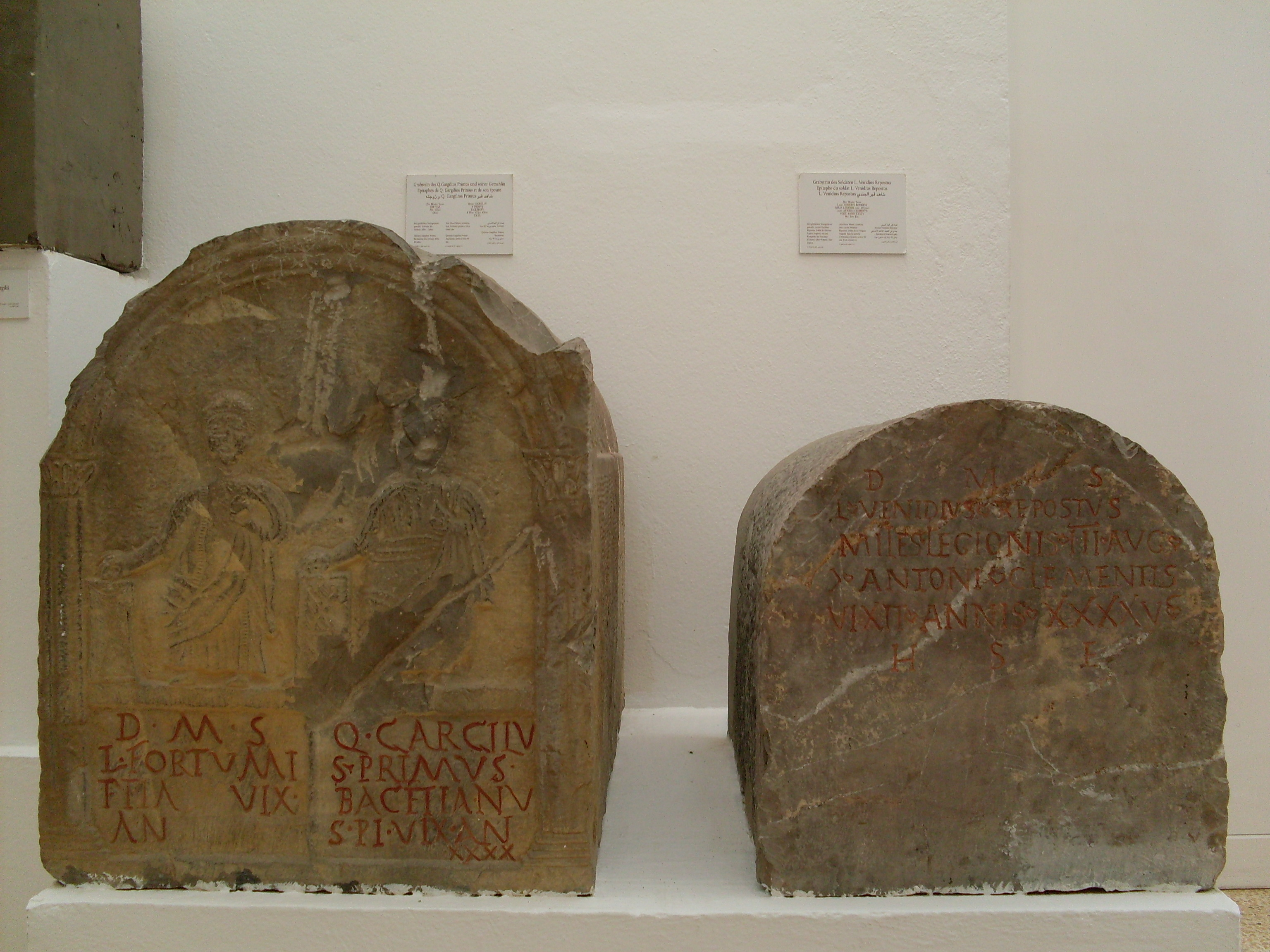
Lucius Venidius Repostus, a Legio III Augusta katonájának síremléke (Tunézia)

A légiót feltehetően Gaius Vibius Pansa consul és Octavianus (a későbbi Augustus császár) alapította i.e. 43-ban. Valószínűleg részt vett a következő évi philippi csatában, ahol a második triumvirátus legyőzte Caesar gyilkosait. 
A légió a következő években harcolhatott Octavianus és Lepidus Sextus Pompeius elleni háborújában, ahol Pompeius Szicília elfoglalásával veszélyeztette Róma élelmiszerellátását. A győzelem után Octavianus Lepidusra támadt és megszállta annak provinciáját, Africát. A légió ekkor kerülhetett a régióba. 
I.e. 30 után a III Augusta állandóan Africában tartózkodott, bár néha egyik táborból a másikba költözött. Egy i.e. 14-ből származó felirat arról, tudósít, hogy katonái Tacapsából építettek utat a téli táborukig, ami ekkor Thevestében lehetett. 
Africa általában a birodalom nyugodt provinciái közé tartozott, bár a légiót 17-24 között be kellett vetni annak a felkelésnek a leverésére, amelyet a numida és mauri törzseket összefogó Tacfarinas indított. Talán ez a háború volt az oka, hogy a légiót átirányították Ammaedarába.
Marcus Furius Camillus helytartó 17-ben legyőzte Tacfarinast, aki ezután gerillaharcra váltott át, amely ellen a rómaiak kevéssé voltak felkészülve. 18-ban megsemmisítette a III Augusta egyik alegységét, és az új parancsnok Lucius Apronius ezért büntetésül megtizedelte a légiót. 21-ben segítségül kellett hívni a Legio IX Hispanát, de a háború így is még négy évig tartott, míg Junius Blaesus végül legyőzte és elűzte Tacfarinast. A 9. hispán légiót visszahívták, mire a lázadó vezér visszatért, de ekkor már a III Augusta is képes volt elbánni a seregével és Tacfarinas 24-ben öngyilkosságot követett el. 
Ebben az időszakban a 3. légió volt az egyetlen, amelynek szenátor (a provincia helytartója (proconsulja)) volt a parancsnoka. Lehetséges (egy felirat értelmezésétől függően), hogy a Róma története c. munkájáról ismert Velleius Paterculus is a proconsulok között volt. 

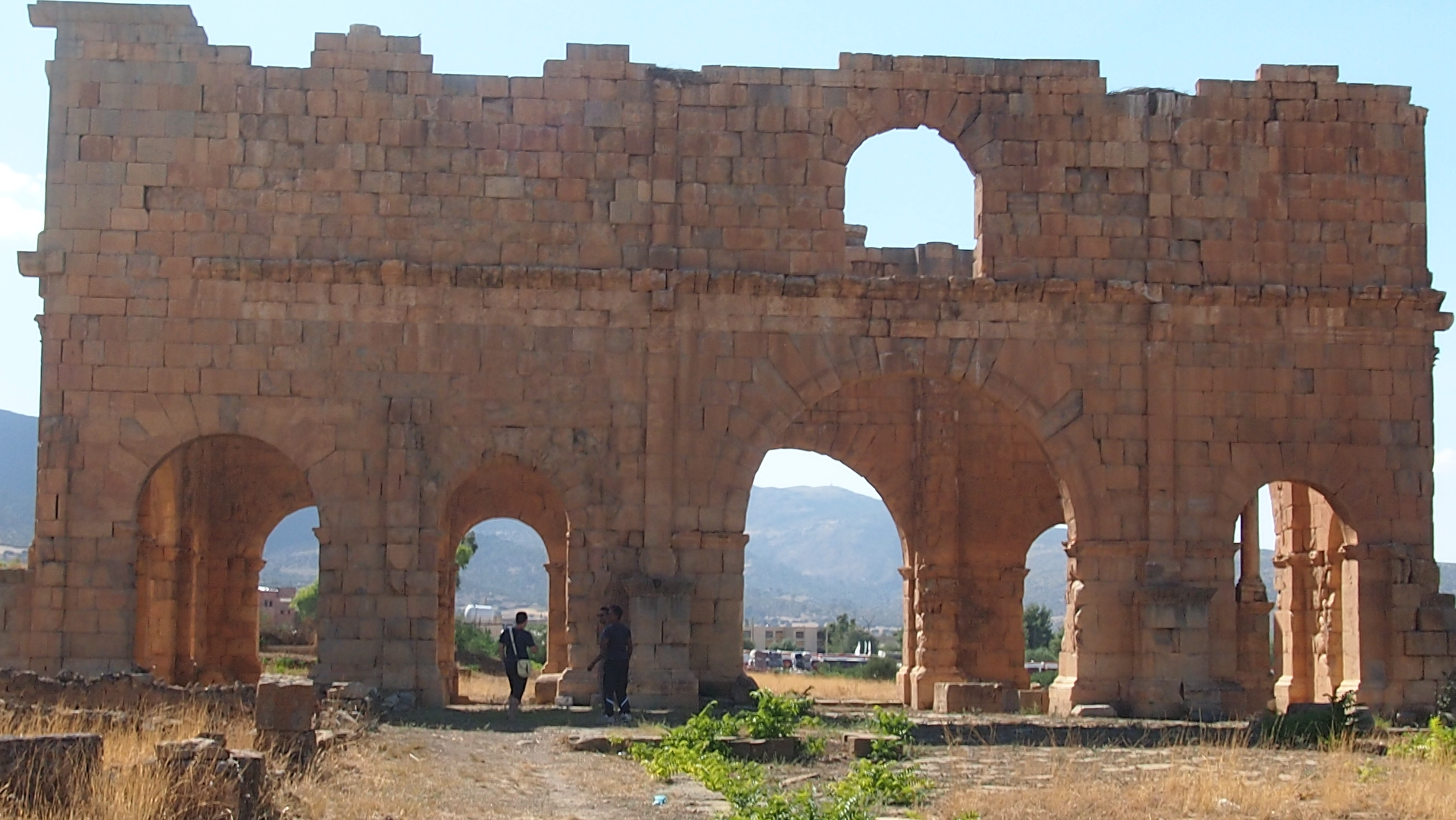
Lambaesis erődjének romjai

Caligula (37-41) úgy vélte, hogy túl veszélyes légiót szenátorra bízni, ezért a hagyománnyal szakítva az egység parancsnokát ő nevezte ki. Utódai, Claudius és Nero is ezt a politikát követték, bár lehetséges, hogy Sulpicius Galba helytartó (a leendő császár) 45-46-ban a helyi törzsek elleni harcban átvette a parancsnokságot. 
Nero uralkodásának utolsó éveiben a légió vezetője, Lucius Clodius Macer fellázadt a császár ellen, egy második légiót toborzott (a I Macriana Liberatrixot) és Galba pártájra állt. Galba 68-ban császár lett, de nem bízott Macerben és Trebonius Garutianus procuratorral meggyilkoltatta őt. 
69 januárjában Galbát megölték és a császári trónért háború tört ki Otho és Africa korábbi helytartója, Vitellius között. A III Augusta az utóbbit támogatta, de csatában nem vett részt. Az év végén újabb trónkövetelő, Vespasianus mellé álltak, aki végül győztesen került ki a küzdelemből. Ő volt az is, aki ezután áthelyezte a 3. légiót Ammaedarából Thevestébe (75-ben). Hadrianus (117-138) idején a III Augustát már a numidiai Lambaesisben találjuk. Ezen a helyszínen már 81 körül is volt egy kisebb alegysége, de ekkortól a teljes légiót befogadó erődöt építettek. Ezután két évszázadon át  – tizenöt év kivételével – itt maradtak és a berber törzsek ellen védték a birodalmat. 
A légió egyes alegységeit időnként más provinciába küldték. 115-ben a légió egyes katonái harcoltak Traianus pártus hadjáratában, és veszteségeiket Syria-beliekkel pótolták. 132-136 között egy jelentős alegység Iuadeában a Bar Kochba-féle felkelés leverésében vett részt. Harminc évvel később ismét Parthiában, Lucius Verus hadjáratában küzdöttek, 215-217 között pedig Caracalla vette igénybe lambaesisi legionáriusok segítségét keleti háborújában. 175-ben a III Augusta afrikai légiósait Pannoniába vezényelték Marcus Aurelius markomann háborújához és sokan nem is tértek vissza, mert velük töltötték fel a súlyos veszteségeket szenvedett Legio II Adiutrixot.
Az africai származású Lucius Septimius Severus 193-ban Pia Vindex ("hűséges bosszúálló") melléknévvel tüntette ki a légiót, vagyis feltehetően valamilyen szolgálatot tettek neki, talán a Pertinax meggyilkolása utáni polgárháborúban. Severus volt aki elrendelte a sivatagi határvonal (a Limes Tripolitanus) megerősítését és felépíttette Ghadames, Gheriat el-Garbia és Bu Njem erődjeit.

A III Augusta pajzsa a Notitia dignitatum szerint

Caracalla (211-217) vagy Macrinus (217-218) alatt, esetleg Heliogabalus (218-222) uralkodása elején a 3. légió súlyos veszteségeket szenvedett a sivatagi törzsekkel való csatározásokban. A Heliogabalus által feloszlatott Legio III Gallica katonáinak egy részét hozzájuk irányították át. 
238-ban Africa helytartója a légió segítségével verte le I. és II. Gordianus felkelését. A polgárháborút végül utódjuk, III. Gordianus nyerte, aki feloszlatta a III Augustát. Tizenöt évvel később Valerianus újjászervezte az egységet és az Iterum Pia Iterum Vindex ("ismét hűséges, ismét bosszúálló") melléknevet adományozta neki. Az új 3. légióra hosszú és nehéz harc várt a berber törzsek "Öt nép" nevű szövetségével szemben. A háború 260-ig tartott, a győzelmet a Gaius Macrinus Decianus parancsnok által emelt lambaesisi emlékmű örökítette meg. 
A provinciát azonban nem pacifikálták teljesen, mert röviddel később még inkább kiépítették az erődjüket. 289-297 között újabb berber felkelés tört ki és Maximianus császár személyesen állt az africai római seregek élére. 
A 4. század elején Diocletionus maga vezette a III Augustát egy lázadó helytartó ellen és a Pia Fidelis ("hűséges és lojális") címmel tüntette ki az egységet. A győzelem után a légió elhagyta Lambaesist és bár a régióban maradt, táborának helye nem ismert. A 4. század végén és az 5. század elején még említést tesznek róla a források.